# Cicer echinospermum
Cicer echinospermum är en ärtväxtart som beskrevs av Peter Hadland Davis. Cicer echinospermum ingår i släktet kikärter, och familjen ärtväxter. IUCN kategoriserar arten globalt som livskraftig. Inga underarter finns listade i Catalogue of Life.